# HD 119445
HD 119445 — двойная звезда в созвездии Гончих Псов на расстоянии около 685 световых лет (около 210 парсек) от Солнца. Визуальная звёздная величина звезды — +6,304m.
В 2009 году группой астрономов было объявлено об открытии коричневого карлика HD 119445 b.

## Характеристики
Первый компонент — оранжево-жёлтый гигант спектрального класса G6III, или K0. Масса — около 3,499 солнечной, радиус — около 15,179 солнечного, светимость — около 139,676 солнечной. Эффективная температура — около 5417 K.
Второй компонент (HD 119445 b) — коричневый карлик. Масса — около 37,6 юпитерианской. Орбитальный период — около 410,2 суток (1,123 года). Удалён в среднем на 1,56 а.е..

## Планетная система
В 2019 году учёными, анализирующими данные проектов Hipparcos и Gaia, у звезды обнаружена планета HIP 66892 c.